# Buque de combate litoral

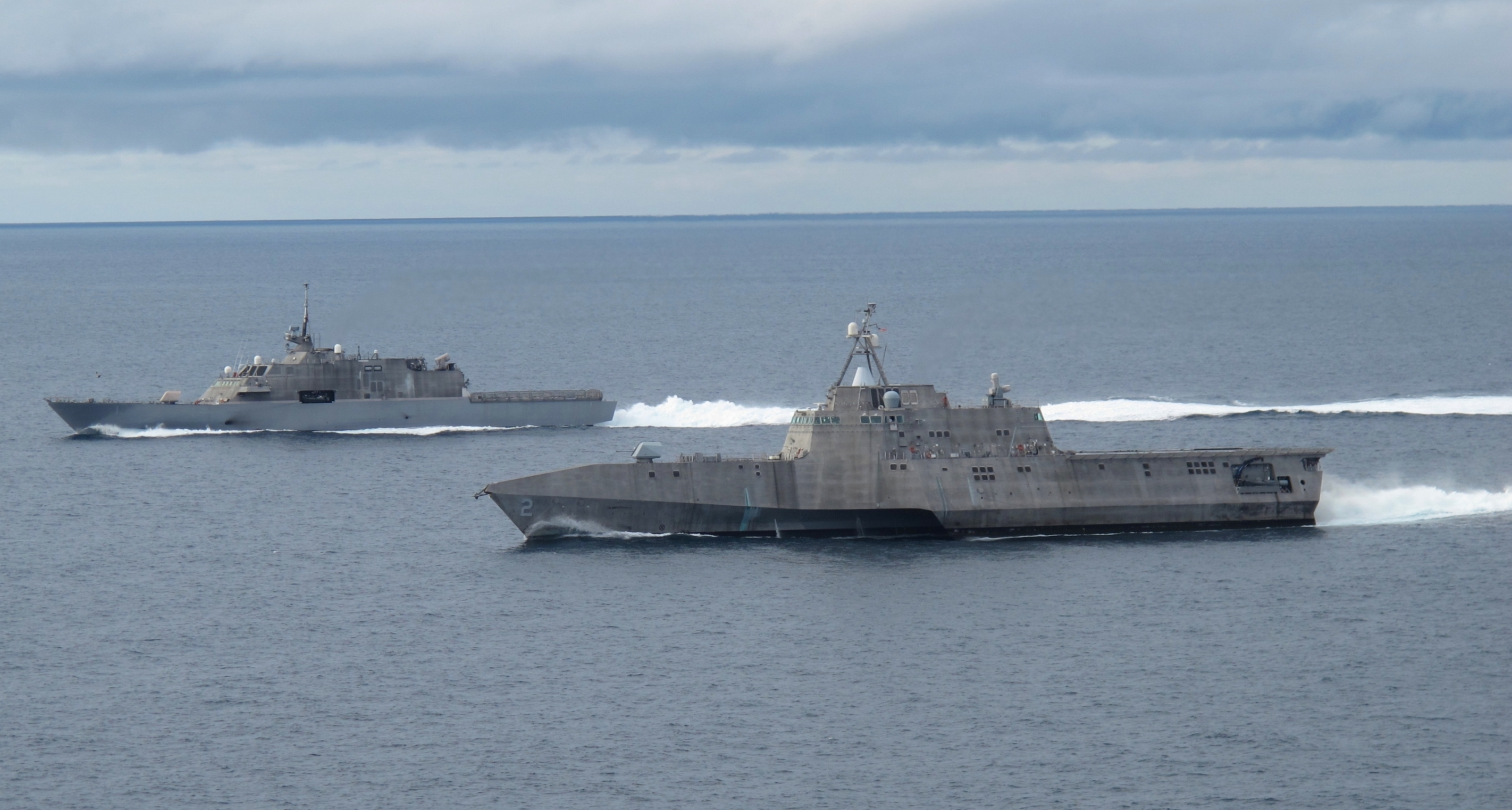
(más cercano a la cámara) y tras él el, los cabezas de las dos clase de LCS de la Armada de los estados Unidos. Ambos buques fueron dados de baja en 2021 después de numerosos problemas operativos y económicos.

El Buque de combate litoral es el primero de los buques de guerra de nueva generación de la Armada estadounidense. Intentando crear un pequeño navío para operaciones en regiones litorales, el LCS es más pequeño que las fragatas lanzamisiles de la Armada, y ha sido comparado a las corbetas de uso internacional. Sin embargo, el LCS añade las capacidades de un pequeño transporte de asalto con una cabina de mando y un hangar bastante grande para llevar dos helicópteros SH-60 Seahawk, la capacidad de operar lanchas de desembarco y bastante capacidad de carga para proyectar una pequeña fuerza de asalto con vehículos acorazados, gracias al sistema ro-ro. Aunque la defensa antiaérea que ofertan los diseños de LCS y su capacidad para guerra antisuperficie no son comparables con los destructores todavía son capaces gracias a cañones de 57 mm, torpedos y misiles antibuque. El concepto acentúa la velocidad, el espacio modular para permitir una mayor flexibilidad en la misión y un perfil bajo. Uno de los aspectos más importantes del LCS es la modularidad, que permite al buque cambiar su rol en cuestión de horas.
El LCS es capaz de reemplazar a barcos más lentos y especializados como los dragaminas y buques de asalto anfibio en misiones de dragado de minas y operaciones especiales, junto con control robotizado del espacio aéreo, de superficie y mini robots para control submarino. Se contempló también que realizaran acciones asimétricas (lucha contra piratería o el terrorismo). Estos buques son los primeros creados para utilizar varios tipos de drones flotantes y voladores a gran escala, así como aprovechar los avances en automatización, digitalización y redes integradas. El primer LCS fue botado en 2005 y se entregó en 2007.
El concepto operativo del buque de combate litoral, descrito por el Secretario de Marina Gordon R. England, y es "crear a un miembro pequeño, rápido, maniobrable y relativamente barato de la familia de barcos DD(X)". El barco debe ser fácilmente configurado para múltiples roles, incluyendo la guerra antisubmarina, el dragado de minas, la guerra antibuque, la recopilación de inteligencia, tareas de vigilancia y reconocimiento, la defensa territorial, intercepciones marítimas, operaciones especiales y logísticas. También es requerido para ser capaz de funcionar con grupos de portaaviones o grupos de ataque de superficie.
El primer buque de combate litoral, el USS Freedom (LCS-1), se puso en servicio el 8 de noviembre de 2008 en Veteran's Park, Milwaukee, Wisconsin. El segundo barco, el trimarán USS Independence (LCS-2), se puso en servicio el 16 de enero de 2010 en Mobile, Alabama. En 2012, ADM Jonathan W. Greenert declaró que el LCS se desplegaría en África en lugar de destructores y cruceros. En 2013 y 2014, el número de unidades pedidas de la Marina para los barcos ipo LCS se redujo progresivamente de 55 a 32 barcos a favor de una fragata recientemente propuesta más capaz de combate de alta intensidad. A fines de 2014, la Marina procedió con un plan de adquisiciones para versiones mejoradas del LCS y actualizó barcos más antiguos para cumplir con el requisito de 52 barcos del programa; el LCS modificado será redesignado como FF o fragata. En diciembre de 2015, el secretario de Defensa, Ashton Carter , ordenó a la Marina que redujera las adquisiciones planificadas de LCS y FF de 52 a 40, y que redujera la selección a una variante para el año fiscal 2019.
En julio de 2017, la Marina publicó una solicitud de información para una nueva fragata de misiles guiados multimisión que puede desempeñar las mismas funciones que la LCS y tener mejores capacidades ofensivas y defensivas. Se puede considerar casi cualquier diseño existente que se pueda adaptar a los requisitos de FFG(X), extendiéndose más allá de las versiones de los dos cascos LCS. El descontento con los LCS llegó a ser tan serio que se exigió cambios en los buques para hacerlos más resistentes, con mejoras en su protección y blindaje, y mejor armados con un misil antibuque de distancia intermedia. Aun así con la aprobación del contrato de las fragatas clase Constellation la armada perdió interés en los LCS. En abril de 2020, se anunció que Fincantieri Marinette Marine había ganado el contrato con su diseño basado en una fragata multipropósito FREMM, la clase Constellation. En 2021 se dio de baja a los cabezas de serie de ambos programas (USS Freedom (LCS-1) y USS Independence (LCS-2)) a pesar de los pocos años en que estuvieron en servicio activo, demostrando el fracaso de este tipo de modelo de buque. En 2023 se retiraron más buques de otros modelos, algunos solo tenían 6 años.

## Desarrollo y financiación
Con la retirada de la clase Perry se comenzó a pensar que tipo de misiones realizaría su sustituto dentro del nuevo orden internacional que siguió al fin de la guerra fría. Cuando la Marina comenzó a dar forma al programa LCS era la década de 1990 y la idea era que los barcos fueran pequeños, rápidos, económicos y con poco personal en los que se pudiera conectar una amplia gama de módulos con equipos para misiones específicas ( principalmente guerra de superficie, guerra antisubmarina y rastreo de minas, sin descartar otras en el futuro).
Se buscaba satisfacer la necesidad urgente de buques de poco calado para operar en aguas costeras y hacer frente a crecientes amenazas potenciales asimétricas (minas, submarinos diésel y buques ligeros armados rápidos). 

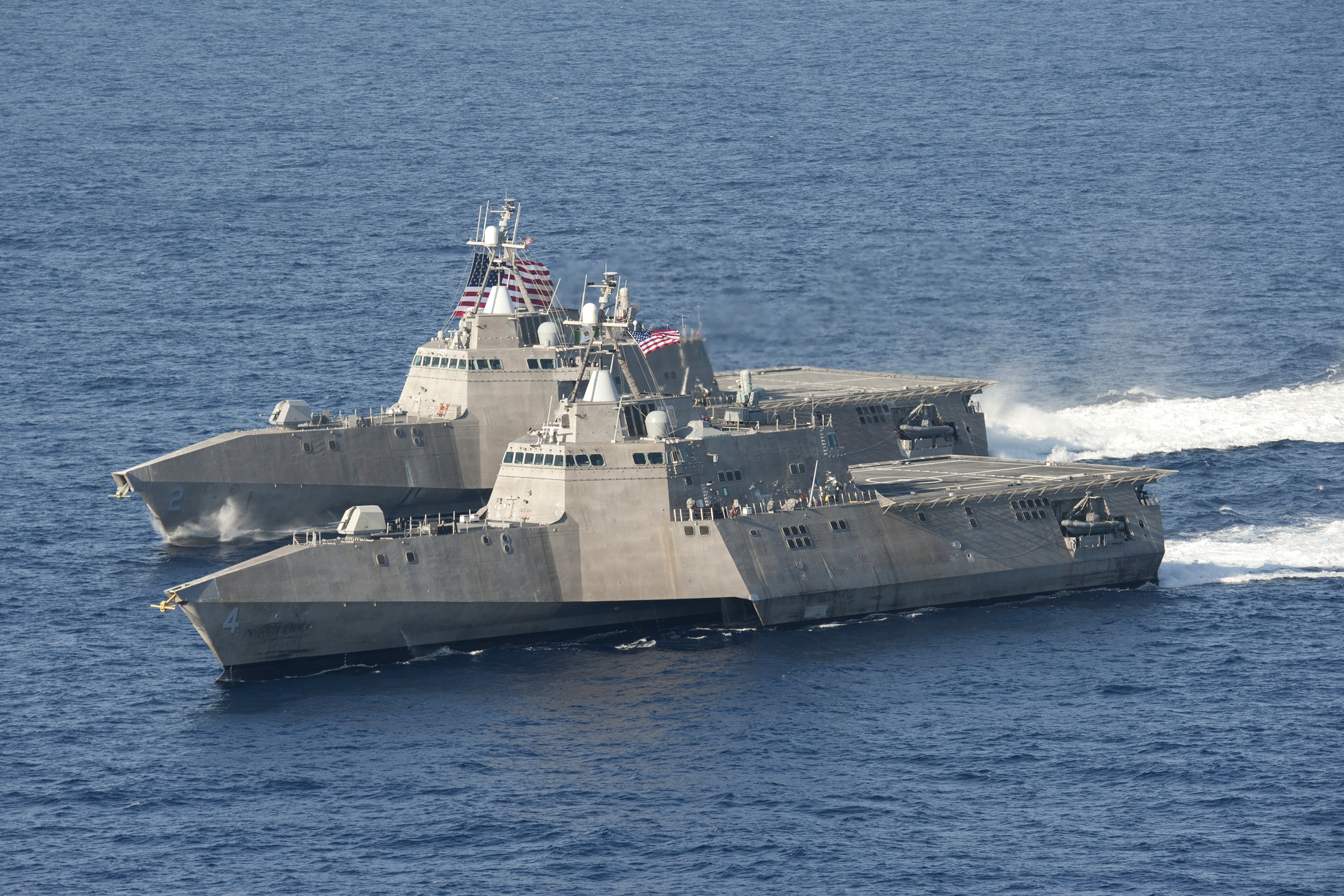
Los y en el océano Pacífico, año 2014.

En 2004, Lockheed Martin, General Dinamics y Raytheon mandaron anteproyectos a la Armada. Fue autorizado para producir dos navíos, (Flight 0) diseñado por Lockheed Martin (LCS-1 y LCS-3) y otro diseñado por General Dinamics (LCS-2 y LCS-4). Después de que estos fueran puestos en servicio, y la experiencia operativa de ambos ha sido unida gracias a la utilidad y eficacia de los diseños, el futuro diseño de la clase será escogido (Flight 1). Esto puede ser una decisión de usar uno u otro diseño de forma directa o combinada, hecha por la recolección de los mejores rasgos de cada uno. A finales del diciembre de 2005, la Casa Blanca y el Senado estuvieron de acuerdo con financiar otros dos LCSs. La Armada planificaba construir 55 de estos barcos.
El 9 de mayo de 2005, el Secretario de Marina Gordon England anunció que primer LCS sería llamado la USS Freedom (LCS-1). Su quilla fue puesta el 2 de junio de 2005 en Marinette Marine, Marinette, Wisconsin. El 23 de septiembre de 2006, fue bautizado LCS-1 y lanzado en el astillero de Marinette.
El 19 de enero de 2006, la quilla del USS Independence (LCS-2) , fue puesta en los astilleros Austal en Mobile, Alabama.
El programa fue innecesariamente complicado desde el principio, aunque esto solo se hizo evidente con el paso de los años. Se quería que cada buque costara 220 millones de dólares, pero los primeros 32 buques se fueron a unos 655 millones de dólares por buque, casi el triple del objetivo.
El 12 de abril de 2007, la Armada canceló el contrato con Lockheed Martin para la construcción del LCS-3 después del fracaso de las negociaciones para controlar el coste. Esto era el último de una serie de pasos que la Armada tomó para reducir gastos, incluyendo la cancelación una orden de pedido por el LCS-3 el 12 de enero de 2007. El aumento descontrolado de costes obligó a realizar múltiples cambios importantes en el programa. Al problema de sobrecostes se unió la falta de supervivencia de combate y la poca letalidad descubierta durante las pruebas operativas y los despliegues. Por si fuera poco a esto se unieron los fallos técnicos graves y retrasos en el calendario de entrega de cada uno de los tres módulos de misión.
La clase Freedom es la causante del mayor número de problemas. Desde que el USS Freedom realizó sus primeras pruebas en el mar empezó un interminable goteo de problemas. Durante la mayoría de pruebas el sistema de propulsión fallaba y necesitaba ser remolcado a puerto. Pero el principal y más grave problema venía de tener dos tipos de motores, lo cual provocó problemas con el sistema de transmisión a las que están conectadas las turbinas. Con frecuencia el sistema de turbinas quedaba inutilizado y los buques se veían obligados a emplear el motor diésel, navegando a velocidades entre 10 y 15 nudos. La tripulación prevista era de 40 personas pero al final, por diversos motivos, la tripulación se ha ido a 70. Esto conlleva problemas de espacio, funciones extra y mayores costes operativos. La clase Independence tampoco está libre de problemas. A los problemas de su casco con oleaje fuerte se une que carecen de alas en el puente para así reducir la firma radar, lo que dificultó tanto las maniobras que se han incorporado a los barcos en construcción y serán instaladas en los ya en servicio. Además el USS Independence sufrió graves problemas de corrosión en su casco de aluminio que llegaron a poner en riesgo su integridad.
El 14 de diciembre de 2015, el secretario de Defensa, Ashton Carter, ordenó a la Marina que redujera la adquisición planificada de barcos LCS y FF de 52 a 40, y que bajara la selección a una variante para el año fiscal 2019. Este recorte es para reasignar fondos a otras prioridades, incluida la compra más cazas F-35C Lightning II y F/A-18E/F Super Hornet, misiles SM-6, aceleración de la adquisición del DDG-51 del destructor clase Arleigh Burke del Tramo III y expansión del desarrollo del módulo de carga útil de Virginia (VPM) para el Bloque V de los submarinos clase Virginia. Aunque habrá menos barcos disponibles en algunos casos, esas necesidades serán satisfechas por barcos de gama alta para garantizar que las fuerzas en varias flotas tengan las capacidades y la postura para derrotar a posibles adversarios avanzados.

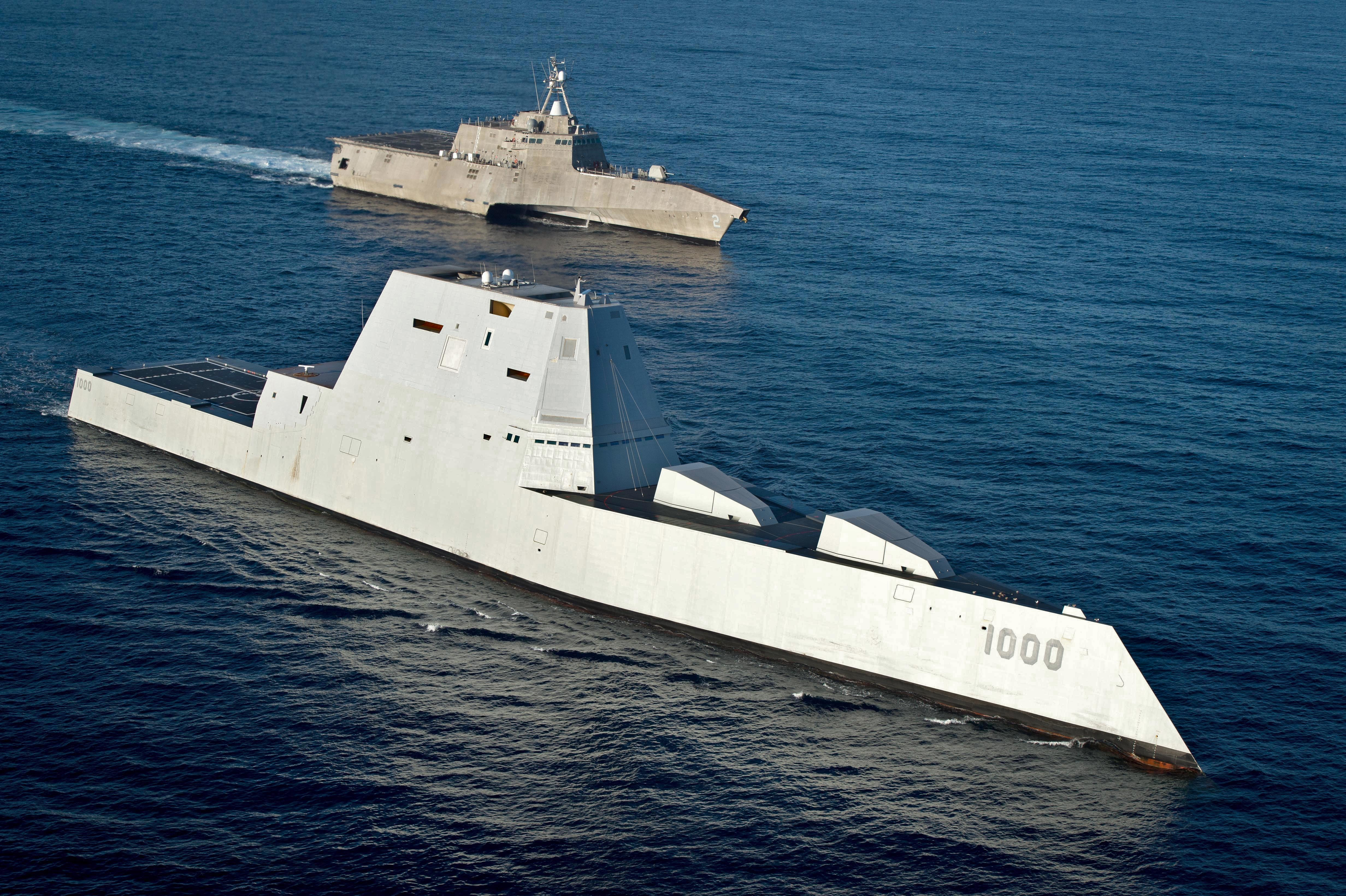
El USS Independence navegando junto con el destructor USS Zumwalt en el año 2016.

En febrero de 2020, los informes de los medios indicaron que la Marina de los EE. UU., como parte de su presupuesto fiscal 2021, propuso retirar los primeros cuatro barcos LCS en 2021 como parte de una medida de ahorro de costes. Si se aprueba, estos serían el USS Freedom y el USS Fort Worth de la clase Freedom, y el USS Independence y el USS Coronado de la clase Independence. Finalmente, la Marina anunció el retiro de Independence y Coronado después de diez y seis años de servicio, respectivamente. La decisión se tomó después de que la Marina descubriera grietas en el casco a fines de 2019, que se incrementaron cuando el barco navegó a velocidades superiores a 15 nudos (28 km/h; 17 mph) en mar gruesa. Las evaluaciones de otros barcos de la clase Independence han revelado otros cinco cascos que sufren el mismo problema, de los primeros trece barcos de la clase. Esas otras embarcaciones permanecen en servicio, aunque con limitaciones impuestas a las velocidades máximas en estados de alta mar.
El 18 de junio de 2021, Naval News informó que, en un informe al Congreso, la Marina planeaba desactivar Fort Worth, Coronado, Detroit y Little Rock en el año fiscal 2022 y ponerlos en la lista Fuera de servicio en reserva (OCIR). En el presupuesto final, el Congreso prohibió a la Armada retirar los tres barcos de la clase Freedom en el año fiscal 2022. Para mayo de 2022, la Armada cambió sus planes de desmantelar nueve barcos de guerra LCS en el año fiscal 2023, citando su ineficaz anti- sistema de guerra submarina, su incapacidad para realizar cualquiera de las misiones de la Armada, averías constantes y fallas estructurales en áreas de alta tensión de los barcos.
Cuando se investigó que había fallado se llegó a la conclusión que Los altos mandos de la Marina desestimaron o ignoraron repetidamente las numerosas advertencias sobre los defectos ya en la fase de diseño. Incluso se trató de conseguir fondos para construir más barcos a pesar de los informes de repetidas averías en el mar y fallos en los sistemas de armas. Se eludieron los controles destinados a garantizar que los buques realizarán su misión. Los contratistas gastaron millones presionando al Congreso. Los informes  de marineros frustrados informando haber pasado más tiempo arreglando los barcos que navegando fueron ignorados. Finalmente la Armada reconoció que el LCS no era adecuado para luchar contra competidores como China y comenzó a retirarlos.
La investigación también reveló que muchos de los problemas venían desde el inicio mismo del programa. Para cumplir los objetivos de la Marina, se tomaron como base transbordadores de alta velocidad para automóviles o pasajeros. Este énfasis en la velocidad creó barcos no diseñados para soportar muchos daños. En caso de navegar a alta velocidad hubieran consumido tal cantidad de combustible que hubieran necesitado buques cisternas. Además su pequeño tamaño, unido al requerimiento de alta velocidad, limitaban la cantidad de armas y equipos que podían embarcar. Todas estas objeciones fueron realizadas e ignoradas por el alto mando. Los oficiales que criticaron los barcos enfrentaron consecuencias. Una asignación a un puesto indeseable. Incluso el despido.
Cuando los altos mandos que impulsaron el LCS se fueron retirando y se empezó a operar los buques salieron a la luz los problemas operativos. Las tripulaciones eran demasiado pequeñas, a veces tan sobrecargadas por las averías que los oficiales al mando tenían que dedicar tiempo a tareas cómo barrer las cubiertas. Pronto la US Navy descubrió que no sería tan fácil intercambiar los distintos sistemas de armas. Nadie había considerado las semanas de todos los contratistas, marineros y otras personas que se necesitaban para ello. Además la idea de dos versiones del LCS complicaba todo ya que eran diseños muy diferentes que no podían intercambiar ni piezas ni marineros.
El daño ya estaba hecho y el programa LCS era visto por los oficiales de la US Navy como el lugar donde las carreras iban a morir. Los barcos se averiaban con tanta frecuencia que se pasaban los años clave de adquirir experiencia en el mar en el muelle esperando que se completaran las reparaciones. Eso cuando esas averías no creaban enfado en los almirantes y les pasaba factura.

## Lista de LCS (Buques de combate litoral)
La clase Freedom es un monocasco de acero con formas de semiplaneo, con superestructura de aluminio. Con 118 metros de eslora por 17 metros de manga están propulsados mediante cuatro propulsores a chorro de agua (water jets) alimentados por dos turbinas de gas o dos motores diésel, alcanzando velocidades máximas de 47 nudos.
La clase Independence lleva los números de casco pares. Son característicos por su casco trimarán construido en aluminio. Tienen 127,4 m de eslora y 31,6 m de manga, pero desplazan tan sólo 2.300 toneladas con un calado reducido debido a su configuración. Disponen también de propulsión mixta de diésel y turbinas de gas para alcanzar 44 nudos a través de hidrojets.
| Buques                            |                 |                          |                          |                                 |                    |                          |                          |
| Clase Freedom                     | Clase Freedom   | Clase Freedom            | Clase Freedom            | Clase Independence              | Clase Independence | Clase Independence       | Clase Independence       |
|                                   |                 |                          |                          |                                 |                    |                          |                          |
| Buque                             | Estado          | Asignado                 | Baja                     | Buque                           | Estado             | Asignado                 | Baja                     |
| USS Freedom (LCS-1)               | Retirado        | 8 de noviembre de 2008   | 29 de septiembre de 2021 | USS Independence (LCS-2)        | Retirado           | 16 de enero de 2010      | 29 de julio de 2021      |
| USS Fort Worth (LCS-3)            | Activo          | 22 de septiembre de 2012 |                          | USS Coronado (LCS-4)            | Retirado           | 5 de abril de 2014       | 14 de septiembre de 2022 |
| USS Milwaukee (LCS-5)             | Activo          | 21 de noviembre de 2015  |                          | USS Jackson (LCS-6)             | Entregado          | 11 de agosto de 2015     |                          |
| USS Detroit (LCS-7)               | Activo          | 28 de octubre de 2016    |                          | USS Montgomery (LCS-8)          | Activo             | 10 de septiembre de 2016 |                          |
| USS Little Rock (LCS-9)           | Activo          | 16 de diciembre de 2017  |                          | USS Gabrielle Giffords (LCS-10) | Activo             | 10 de junio de 2017      |                          |
| USS Sioux City (LCS-11)           | Activo          | 17 de noviembre de 2018  |                          | USS Omaha (LCS-12)              | Activo             | 3 de febrero de 2018     |                          |
| USS Wichita (LCS-13)              | Activo          | 12 de enero de 2019      |                          | USS Manchester (LCS-14)         | Activo             | 26 de mayo de 2018       |                          |
| USS Billings (LCS-15)             | Activo          | 3 de agosto de 2019      |                          | USS Tulsa (LCS-16)              | Activo             | 16 de febrero de 2019    |                          |
| USS Indianapolis (LCS-17)         | Activo          | 26 de octubre de 2019    |                          | USS Charleston (LCS-18)         | Activo             | 2 de marzo de 2019       |                          |
| USS St. Louis (LCS-19)            | Activo          | 8 de agosto de 2020      |                          | USS Cincinnati (LCS-20)         | Activo             | 5 de octubre de 2019     |                          |
| USS Minneapolis/St. Paul (LCS-21) | Activo          | 21 de mayo de 2022       |                          | USS Kansas City (LCS-22)        | Activo             | 20 de junio de 2020      |                          |
| USS Cooperstown (LCS-23)          | En construcción |                          |                          | USS Oakland (LCS-24)            | Activo             | 17 de abril de 2021      |                          |
| USS Marinette (LCS-25)            | En construcción |                          |                          | USS Mobile (LCS-26)             | Activo             | 22 de mayo de 2021       |                          |
| USS Nantucket (LCS-27)            | En construcción |                          |                          | USS Savannah (LCS-28)           | Activo             | 5 de febrero de 2022     |                          |
| USS Beloit (LCS-29)               | En construcción |                          |                          | USS Canberra (LCS-30)           | En construcción    |                          |                          |
| USS Cleveland (LCS-31)            | En construcción |                          |                          | USS Santa Barbara (LCS-32)      | En construcción    |                          |                          |
|                                   |                 |                          |                          | USS Augusta (LCS-34)            | En construcción    |                          |                          |
|                                   |                 |                          |                          | USS Kingsville (LCS-36)         | En construcción    |                          |                          |
|                                   |                 |                          |                          | USS Pierre (LCS-38)             | Encargado          |                          |                          |

## Exportaciones
- Arabia Saudita A mediados de octubre de 2015 el Pentágono notifico al Congreso de los Estados Unidos la intención de Arabia Saudí de adquirir cuatro buques de la clase Freedom por 11 250 millones de dólares.[22]

- Grecia